# István Maylád
István Maylád (Maylád, Májlát, Majlát, Mailáth, Majlád ou encore Majáth ; Ștefan Mailat en roumain) († 1550) est un homme de guerre et politique transylvain, voïvode de Transylvanie de 28 octobre 1534 à 1540.

## Biographie
Peu de choses sont connues de ses premières années. Il est le fils d'un dénommé Mátyás/Matei, boyard de Transylvanie en 1480, le petit-fils de Dragomir (fl 1415-1433) et l'arrière-petit-fils de Iuga (fl 1370-1415), knèzes (cneaz) valaques orthodoxes au XVe siècle dans le comitat de Krassó-Borza (Carașova-Reșița).
István Majláth (Ștefan Mailat), propriétaire à Alsókomána en 1509, reçoit du roi Ferdinand Ier le domaine de Szunyogszegh en 1531, aujourd'hui Dumbrăvița, qu'il ajoute à son nom. Il épouse en 1530 Anna Nádasdy, sœur de Tamás Nádasdy, qui apporte en dot la forteresse de Fogaras : c'est une ascension sociale rare pour un petit noble d'origine valaque. Il est vraisemblable qu'il passe alors au catholicisme et à la langue magyare, ce qui lui permet d'être élu par la diète transylvaine voïvode de Transylvanie de 1534 à 1540 à l'époque de Jean Ier de Hongrie. Il est élu en 1540 avec Imre Balassa (hu), future voïvode, grand-capitaine du royaume.
Il est capturé par le voïvode de Moldavie Pierre IV Rareș auquel il doit d'importantes sommes et qui l'a soutenu auparavant dans la lutte contre le condottiere Alvise Gritti, envoyé du sultan turc en Hongrie pour régler le conflit pour la possession du trône de Hongrie entre Ferdinand de Habsbourg et Jean Ier Szapolyai. La rançon demandée par les Ottomans, dont Rareș est tributaire, n'ayant jamais été versée, Majláth meurt en captivité à Constantinople dix ans plus tard.

## Sources, liens externes
- genealogie
- A Pallas nagy lexikona
- Magyar Tudományos Akadémia : Magyar Történeti életrajzok, Vol. 5, Partie 3, 1889